# Вилхелм V (Хесен-Касел)
Вилхелм V (на немски: Wilhelm V von Hessen-Kassel, der Beständige, * 14 февруари 1602 в Касел, † 21 септември 1637 в Леер) от Дом Хесен е от 1627 до 1637 г. ландграф на Хесен-Касел.
Той е син на ландграф Мориц (1572–1632) и първата му съпруга графиня Агнес фон Солмс-Лаубах (1578–1602).
Вилхелм V участва като генерал 1631 г. в Тридесетгодишната война в съюз с крал Густав II Адолф от Швеция, на когото дава цялата си войска.
Вилхелм трябва да избяга с фамилията си. Вилхелм V умира през 1637 г. във военен лагер в Източна Фризия в изгнание.

## Семейство
Вилхелм V се жени на 21 септември 1619 г. за графиня Амалия Елизабет фон Ханау-Мюнценберг (1602–1651), дъщеря на граф Филип Лудвиг II от Ханау-Мюнценберг. Те имат децата:
- Агнес (1620–1621)
- Мориц (1621–1621)
- Елизабет (1623–1624)
- Вилхелм (1625–1626), наследствен принц на Хесен-Касел
- Емилия (1626–1693)
∞ 1648 Хенри Шарл, duc de La Tremoille (1620–1672)
- Вилхелм VI (1629–1663), ландграф на Хесен-Касел
∞ 1649 Хедвиг София фон Бранденбург (1623–1683)
- Шарлота (1627–1686)
∞ 1650–1657 (разв.) Карл I Лудвиг от Пфалц (1617–1680)
- Филип (1630–1638)
- Адолф (1631–1632)
- Карл (1633–1635)
- Елизабет (1634–1688), абатиса на Херфорд
- Луиза (1636–1638)